# Physoceras australe
Physoceras australe là một loài thực vật có hoa trong họ Lan. Loài này được Boiteau miêu tả khoa học đầu tiên năm 1942.